# Лазо Бабић
Лазо Бабић, (Црна Ријека код Босанског Новог, 27. мај 1946) је пензионисани пуковник Војске Републике Српске. Некадашњи ратни командант 1. мјешовитог противоклопног артиљеријског пука у ВРС и 18. западнославонског корпуса у Војсци Републике Српске Крајине.

## Биографија
Гимназију је завршио 1966. у Босанском Новом, Војну академију копнене војске, смјер артиљерија, 1971. у Београду, а Командно-штабну академију копнене војске ванредно, 1988. године. Службовао је у гарнизонима Рибница, Постојна и Бања Лука. Службу у ЈНА завршио је на дужности команданта 5. противоклопног артиљеријског пука, у чину потпуковника. У ВРС је био командант 1. мјешовите противоклопног артиљеријског пука. Рањен је крајем 1992. у околини Јајца. Након лијечења, службу је наставио у Војсци Републике Српске Крајине, у којој је био командант корпуса. У чин пуковника унапријеђен је 7. јануара 1993. Пензионисан је 1. јануара 1996. Живи у Бања Луци.

## Одликовања и признања
Одликован у ЈНА:
- Медаљом за војне заслуге,
- Орденом за војне заслуге са сребрним мачевима,
- Орден рада са сребреним вијенцем

Одликован у ВРС:
- Орден Карађорђеве звијезде III реда